# Collada Xica (la Torre de Cabdella)
La Collada Xica, és un coll a 2.076,6 m. alt. del terme municipal de la Torre de Cabdella), en el seu terme primigeni, del Pallars Jussà.
Està situada a la part oest del terme, al nord-nord-oest d'Astell, en el contrafort sud-oriental del Tossal de la Costa, al costat nord de les Roques de Plan de Far i just a sobre del Plan de Far i del Serrat de Sant Miquel.